# Józef Morzkowski
Józef Morzkowski herbu Ślepowron – chorąży podlaski w latach 1778–1793, starosta żytomierski w 1794 roku, konsyliarz konfederacji targowickiej.